# Jakob Friedrich Ehrhart
Jakob Friedrich Ehrhart (4 de noviembre de 1742, Holderbank - 26 de junio de 1795, Hanover) fue un farmacéutico y botánico suizo.

## Biografía
Era hijo de Johannes Ehrhart y de Magdalena Wild. Luego de sus estudios de Farmacia, trabaja para Johann Gerhart Reinhart Andreae (1724-1793) en Hanover en 1770.
Luego pasa varios años en Estocolmo y en Upsala, donde estudia bajo Carlos Linneo, y vuelve a Hanover en 1776, siendo director del Jardín botánico.
De 1780 a 1783 obtiene un contrato para estudiar la flora de la región de Hanover. Más tarde es el botánico del Príncipe Elector de Herrenhausen.
Contribuye a desarrollar en Alemania el sistema del genial Linneo (1707-1778).

## Obra
- Chloris hanoverana, 1776
- Supplementum systematis vegetabilium, generum et specierum plantarum, 1781
- Beiträge zur Naturkunde..., en siete vols., 1787 a 1792
- Briefe aus der Schweiz nach Hannover geschrieben, in dem Jahre 1763 (Online)

## Honores

### Epónimos
Género
- Carl Peter Thunberg (1743-1828) le dedica en 1779 Ehrharta de la familia de Poaceae

Especies
- (Brassicaceae) Syrenia ehrhartii Andrz. ex DC.[1]

- (Liliaceae) Fritillaria ehrhartii Boiss., Orph. & Turrill[2]

- (Poaceae) Bromus ehrhartii Gaudin[3]

- (Rosaceae) Dactylophyllum ehrhartii Spenn.[4]

- (Scrophulariaceae) Scrophularia ehrhartii Stevens[5]

- La abreviatura «Ehrh.» se emplea para indicar a Jakob Friedrich Ehrhart como autoridad en la descripción y clasificación científica de los vegetales.[6]